# Marqués de Pombal (título)
Marqués de Pombal es un título nobiliario hereditario portugués creado por José I de Portugal, por el decreto del 16 de septiembre de 1769, a favor de Sebastião José de Carvalho e Melo, I Conde de Oeiras, diplomático y primer ministro de Portugal.

## Historia

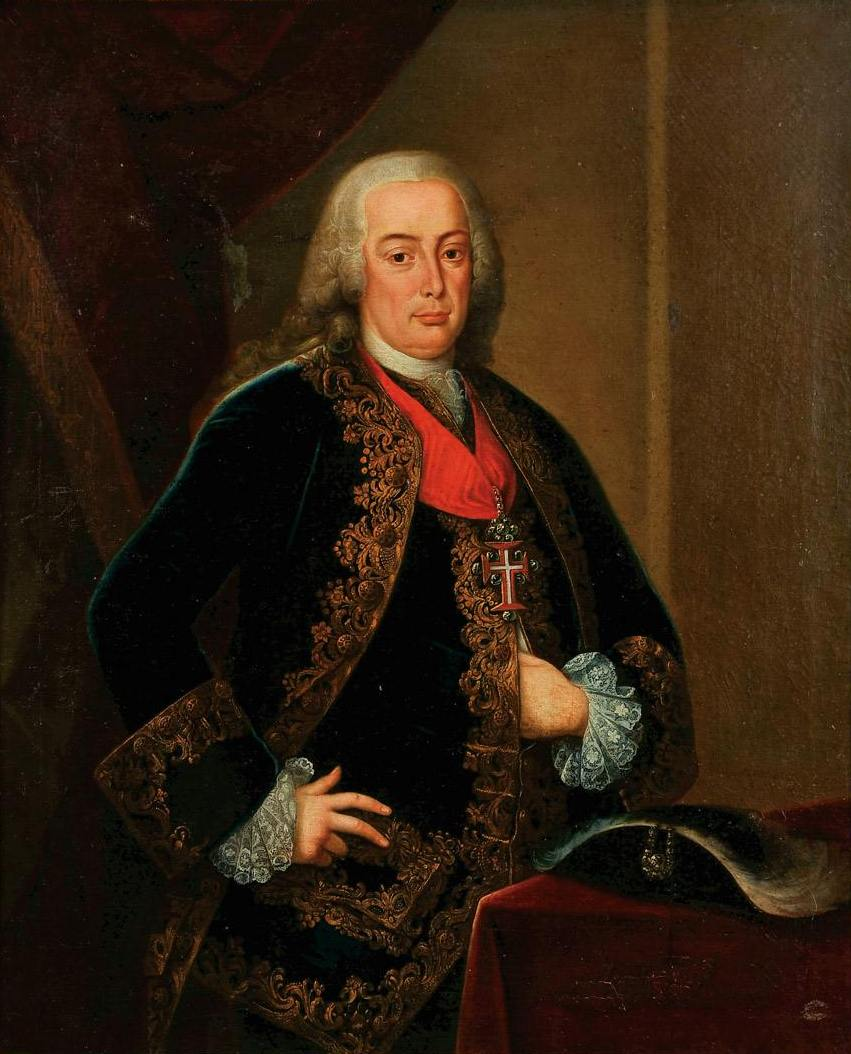
Sebastião José de Carvalho e Melo, primer marqués de Pombal

### Titulares
1. Sebastião José de Carvalho e Melo (1699-1782), I Marqués de Pombal y I Conde de Oeiras; primer ministro de Portugal.
2. Henrique José de Carvalho e Melo (1742-1812), II Conde de Oeiras y II Marqués de Pombal, Presidente del Senado de la Cámara de Lisboa . Al no tener descendencia legítima, su hermano le sucedió en los títulos de la Casa.
3. José Francisco Xavier María de Carvalho Melo e Daun (1753-1821), III Marqués de Pombal, III Conde de Oeiras y I Conde de Redinha; hermano del anterior Henrique José de Carvalho e Melo
4. Sebastião José de Carvalho Melo e Daun (1785-1834), IV Marqués de Pombal, IV Conde de Oeiras y II Conde de Redinha.
5. Manuel José de Carvalho Melo y Daun de Albuquerque Sousa y Lorena (1821-1886), V Marqués de Pombal y VI Conde de Oeiras.
6. António de Carvalho Melo y Daun de Albuquerque e Lorena (1850-1911), VI Marqués de Pombal, VIII Conde de Oeiras y V Conde de Santiago de Bedouido. Esto se debió a la creación de la Asamblea de Caballeros Portugueses de la Soberana y Militar Orden de Malta, fundada en 1899, de la que fue su primer presidente hasta 1911.[2]
7. Manuel José de Carvalho y Daun de Albuquerque y Lorena (1875-?), VII Marqués de Pombal y IX Conde de Oeiras.
8. Sebastião José de Carvalho Daun y Lorena (1903-?), VIII Marqués de Pombal, XI Conde de Oeiras y VII Conde de Santiago de Bedouido.
9. Manuel Sebastião de Almeida de Carvalho Daun e Lorena (1930-2021), IX Marqués de Pombal, XII Conde de Oeiras y VIII Conde de Santiago de Bedouido.
10. Sebastião José de Carvalho Daun e Lorena (1955-presente), X Marqués de Pombal, XIII Conde de Oeiras y IX Conde de Santiago de Beduido.

### Escudo de armas
Roble (plenas): de color azul, con una estrella dorada de ocho rayos, encerrada en un libro de medias lunas plateadas.

## Genealogía
- Sebastião José de Carvalho e Melo (1699–1782), I Marqués de Pombal 
  -  Henrique de Carvalho e Melo (1742–1812), II Marqués de Pombal
  -  José de Carvalho Melo e Daun (1753–1821), III Marqués de Pombal y I Conde da Redinha
    -  Sebastião de Carvalho Melo e Daun (1785-1834), IV Marqués de Pombal y II Conde da Redinha
      - João Daun e Lorena (1817–1823), V conde de Oeiras
      -  Manuel Sousa e Lorena (1821-1886), V Marqués de Pombal
        - Sebastião da Silva e Lorena (1849–1874), 7º Conde de Oeiras
        -  António de Albuquerque e Lorena (1850–1911), VI Marqués de Pombal
          -  Manuel de Albuquerque e Lorena (1875–?), VII Marqués de Pombal 
            - António Daun Lorena (1901–1943), 10º Conde de Oeiras
            -  Sebastião Daun e Lorena (1903–?), VIII Marqués de Pombal 
              -  Manuel de Carvalho Daun e Lorena (1930–2021), IX Marqués de Pombal
                -  Sebastião Daun e Lorena (n. 1955), X Marqués de Pombal

    -  Nuno Daun e Lorena (1793–1865), III Conde da Redinha
      - Condes da Redinha